# Rebiya Kadeer
Rebiya Kadeer (Uyghur: رابىيه قادىر, Rabiye Qadir, đọc [ˈrabɪjæ ˈqadɪr]; Tiếng Thổ: Rabiye Kadir; giản thể: 热比娅·卡德尔; phồn thể: 熱比婭·卡德爾; bính âm: Rèbǐyǎ Kǎdé'ěr) (sinh ngày 15 tháng 11 năm 1946) là một nhà kinh doanh và là người bất đồng chính kiến nổi tiếng người Duy Ngô Nhĩ từ Tân Cương thuộc Trung Quốc.
Bà từng là đảng viên Đảng Cộng sản Trung Quốc, và là ủy viên Hội nghị Hiệp thương Chính trị Nhân dân Trung Quốc khóa 8 (3/1993 – 3/1998) . Tuy nhiên bà bị khai trừ đảng năm 1999.
Năm 2004 bà đã được trao Giải tưởng niệm Thorolf Rafto cho các nỗ lực đấu tranh vì nhân quyền của bà. Năm 2005 bà trốn sang Hoa Kỳ, hiện cư trú ở Virginia.
Bà là chủ tịch Đại hội Đại biểu Uyghur Thế giới từ tháng 11 năm 2006.